# Mingrelien

Historische Region Mingrelien

Mingrelien oder Megrelien (georgisch სამეგრელო Samegrelo, mingrelisch სამარგალო Samargalo; die deutsche Bezeichnung ist aus dem russischen Namen Мингрелия hergeleitet), früher auch Odischi genannt, ist eine Landschaft im Westen Georgiens, angrenzend an Abchasien am Schwarzen Meer gelegen.
Die Megrelen (Kolcher) sind eine subethnische Gruppe der Georgier und sprechen eine eigene mit georgischen und swanetischen eng verwandte Sprache. Vom 16. bis 19. Jahrhundert war Mingrelien ein selbständiges Fürstentum, das 1857 durch Russland annektiert und dem Gouvernement Kutaissi eingegliedert wurde. Heute bildet es zusammen mit dem nördlichen Teil Swanetiens die politische Verwaltungseinheit Mingrelien und Oberswanetien Georgiens.

## Fürsten von Mingrelien
- Vardan I. Dadiani (legendär)
- Vardan II. Dadiani 1184–ca. 1213
- Serghil Dadiani 1213–ca. 1250
- Vardan III. Dadiani ca. 1250–ca. 1260
- Tsotne Dadiani ca. 1260–ca. 1300
- Giorgi I. Dadiani ca. 1300–1323
- Mamia I. Dadiani-Gurieli 1323–1345
- Giorgi II. Dadiani-Gurieli 1345–1384
- Vamek I. Dadiani 1384–1396
- Mamia II. Dadiani 1396–1414
- Liparit I. Dadiani 1414–1470
- Samsan ed-Daula Dadiani 1470–1474
- Vamek II. Dadiani 1474–1482
- Liparit II. Dadiani 1482–1512
- Mamia III. Dadiani 1512–1532
- Levan I. Dadiani 1532–1546
- Giorgi III. Dadiani 1546–1574
- Mamia IV. Dadiani 1574
- Giorgi III. Dadiani (2. Mal) 1574–1582
- Mamia IV. Dadiani (2. Mal) 1582–1590
- Mamuka I. Dadiani 1590–1611
- Levan II. Dadiani 1611–1657
- Liparit III. Dadiani 1657–1658
- Vamek III. Dadiani 1658–1661
- Levan III. Dadiani 1661–1681
- Levan IV. Dadiani 1681–1691
- Giorgi IV. Txikovani 1691–1715
- Katsia I. Dadiani 1704–1710
- Bejan Dadiani 1715–1728
- Otia Dadiani 1728–1744
- Katsia II. Dadiani 1744–1788
- Grigol Dadiani 1788–1791
- Mamuka II. Dadiani 1791–1793
- Tariel Dadiani 1793–1794
- Grigol Dadiani (2. Mal) 1794–1802
- Tariel Dadiani (2. Mal) 1802
- Grigol Dadiani (3. Mal) 1802–1804
- Levan V. Dadiani 1804–1840
- David Dadiani 1840–1853
- Nicolau Dadiani 1853–1867

## Nach Meyers
Mingrelien (Mingreul, „Land der tausend Quellen“), ehemals selbständiges Fürstentum in Kaukasien, am Schwarzen Meer, zwischen Abchasien (im Norden) und dem Fluss Rion (im Süden), gehörte später zu Persien, fiel 1804 an Russland und bildet seit 1867 einen Teil des russisch-kaukasischen Gouvernements Kutais (die Kreise Sugdid und Senak) mit zusammen 4.625 km² (84 QM) und (1873) 175.438 Einwohnern.
Das Land ist gebirgig (im innersten Teil sogar Hochgebirge), im Süden morastig. Die Fruchtbarkeit des Bodens bei hoher Temperatur und feuchter Luft gewährt einen außerordentlichen Vegetationsreichtum. Hauptprodukte sind: Getreide, Mais, Baumwolle, Tabak, Wein, Öl, Hirse, Holz, Seide, Honig, Pferde.
M. ist das Kolchis der Alten, bildete dann einen Teil von Georgien und ward bei der Teilung dieses Landes (1241) zu Imerethi geschlagen. Die Könige von Georgien ließen das Land durch Gouverneure verwalten, deren einer, Dadian, sich unabhängig machte und Stammvater der nachherigen Fürsten von M. wurde. Der ehemalige Zar von M. führte den Titel „Fürst des Schwarzen Meers“. Seine Residenz war Isgaur oder Iskuriah (das alte Dioskurias) am Schwarzen Meer, zugleich der Haupthandelsplatz des Landes. Vgl. de Rad: Reisen im mingrelischen Hochgebirge; Tiflis 1866; Erckert: Der Kaukasus und seine Völker; Leipzig 1887
Dieser Artikel basiert auf einem gemeinfreien Text aus Meyers Konversations-Lexikon, 4. Auflage von 1888 bis 1890.

## Bekannte Mingrelier
- Andria Dadiani (georg. ანდრია დადიანი), Prinz von Mingrelien und Schachspieler
- Lawrenti Beria (georg. ლავრენტი ბერია), Chef der Sicherheitsdienste der UdSSR unter Stalin
- Konstantine Gamsachurdia (georg. კონსტანტინე გამსახურდია), einer der bedeutendsten georgischen Schriftsteller der Neuzeit, Vater von Swiad Gamsachurdia (georg. ზვიად გამსახურდია), dem ersten Staatspräsidenten Georgiens nach der Unabhängigkeit 1991
- Murtas Churzilawa, ehemaliger Fußballspieler aus der Sowjetunion